# Căn cứ Không quân Walker
Căn cứ Không quân Walker là căn cứ bị đóng cửa của Không quân Mỹ nằm cách khu thương mại trung tâm Roswell, New Mexico ba dặm (5 km) về phía nam. Căn cứ này được mở vào năm 1941 trong vai trò là trường bay thuộc Không đoàn Lục quân và hoạt động trong suốt Thế chiến thứ hai và thời hậu chiến với tên gọi Sân bay Lục quân Roswell. Trong những năm đầu thời Chiến tranh Lạnh, nơi đây trở thành căn cứ lớn nhất của Bộ Tư lệnh Không quân Chiến lược. Căn cứ này cũng nổi tiếng trên toàn nước Mỹ là nhờ sự cố UFO tại Roswell xảy ra vào ngày 4 tháng 7 năm 1947. Người ta cho rằng một chiếc "đĩa bay" đã bị rơi trong cơn giông bão nghiêm trọng gần khu căn cứ ở Corona, New Mexico.
Căn cứ này được đặt theo tên của Tướng Kenneth Newton Walker là dân gốc Los Cerrillos. Ông thiệt mạng trong một phi vụ ném bom ở Rabaul, New Britain, Papua New Guinea vào ngày 5 tháng 1 năm 1943. Mặc dù bị các chiến đấu cơ của địch lao vào đánh chặn, nhóm của ông đã kịp thời ném trúng chín tàu chiến của quân đội Nhật Bản. Tướng Walker được nhìn thấy lần cuối khi rời khu vực mục tiêu với động cơ đang bốc cháy và một số chiến đấu cơ bám đuôi. Vì những hành động quả cảm này mà Tướng Walker đã được Tổng thống Franklin D. Roosevelt truy tặng Huân chương Danh dự vào năm 1943. Căn cứ được đổi tên để vinh danh ông vào ngày 13 tháng 1 năm 1948. Việc cắt giảm kinh phí trong Chiến tranh Việt Nam khiến cho căn cứ này bị đóng cửa vào năm 1967.

## Lịch sử

### Thời tiền chiến
Không quân Lục quân Mỹ đã mua lại khu vực được dùng làm Sân bay Lục quân Roswell vào năm 1941 từ chủ trang trại David Chesser với mục đích thành lập Trung tâm Huấn luyện Bay Quân sự và Trường Dạy Phi công Ném bom. Ngay từ đầu, nơi này được thiết kế như một cơ sở đồ sộ, rộng lớn, với điều kiện thời tiết bay tuyệt vời ở New Mexico. Sân bay gồm bảy đường băng bê tông, hai đường băng song song Bắc/Nam kích cỡ 7329x200 và 7000x200; hai đường băng NE/SW song song kích cỡ 7200x200 và 5655x200; hai đường băng song song NW/SE, kích cỡ 6964x200 và 5900x200 và một đường băng E/W kích cỡ 6884x200 (E/W).
Ngoài ra, có ít nhất chín bãi đáp phụ trợ để đổ bộ và cất/hạ cánh được thiết lập trong khu vực này. Việc xây dựng đủ hoàn tất để căn cứ và sân bay được kích hoạt và bàn giao cho Bộ Tư lệnh Huấn luyện Không đoàn Lục quân Mỹ vào ngày 20 tháng 9 năm 1941.

### Thế chiến thứ hai
Trường Bay Lục quân Roswell được kích hoạt vào ngày 20 tháng 9 năm 1941. Nhiệm vụ của trường này là đào tạo ra lứa học viên hàng không giai đoạn ba trên loại máy bay hai động cơ. Trường cho vận hành những loại máy bay huấn luyện hai động cơ Beechcraft AT-11 Kansan và bốn Phi đội Huấn luyện Bay hai Động cơ (số 548, 549, 550 và 551). Ngoài trường bay này ra, Trường Dạy Phi công Ném bom còn vận hành 3 phi đội huấn luyện cũng lái chiếc AT-11.
Năm 1943, ba phi đội huấn luyện bay động cơ đôi được bổ sung và hai phi đội bổ sung được bổ sung vào Trường Dạy Phi công Ném bom khi có thêm đường băng. Hơn 300 máy bay huấn luyện đã lấp đầy đoạn đường lăn trong sân bay, trong đó có loại máy bay huấn luyện động cơ đơn Vultee BT-13 và BT-15 Valiant và loại máy bay huấn luyện động cơ đôi Cessna AT-17.
Cho đến mùa thu năm 1944, bên Không quân số Hai đã cung cấp tất cả khóa huấn luyện chuyển tiếp sang Boeing B-29 Superfortress cho Không quân Lục quân. Sau đó, ngày 12 tháng 9 năm 1944, Tổng hành dinh Sân bay Lục quân đã chỉ đạo Bộ Tư lệnh Huấn luyện thành lập các trường đào tạo B-29 giúp chuyển đổi phi hành đoàn bao gồm phi công chính, phi công phụ và kỹ sư bay. Ban đầu, có rất ít chiếc B-29 dành cho Bộ Tư lệnh Huấn luyện dùng để tiến hành công tác huấn luyện. Tuy vậy, đến tháng 1 năm 1945 Sân bay Lục quân Roswell đã chuyển đổi và Đơn vị Căn cứ Sân bay Lục quân số 3030 (Trường Dạy Phi công, Chuyên sâu) chuyên đào tạo phi công lái máy bay ném bom B-29 Superfortress 4 động cơ và công tác huấn luyện bắn phá được kích hoạt.
Mặc dù có hẳn mục tiêu ném bom ngay sát đường băng, thứ duy nhất được thả xuống từ máy bay là những bao cát hoặc bột mì. Các cuộc tập trận ném bom và khu vực tập trận diễn ra ở phía nam sân bay và trên đảo Matagorda dọc theo bờ biển Vịnh Texas.
Ngoài sân bay, Trại Tù binh Chiến tranh Roswell được xây dựng dành cho 4.800 tù binh. Phần lớn tù binh giam giữ tại trại là lính Đức và Ý bị bắt trong chiến dịch Bắc Phi. Số tù binh này thực sự được quân đội Mỹ sử dụng làm công nhân xây dựng trong các dự án địa phương và nhiều công viên của Roswell do chính bàn tay của nhóm tù binh này xây nên. Sông Spring, đi qua trung tâm thành phố Roswell, được lót bằng bê tông và đá sử dụng nguồn lao động từ tù binh. Nhờ họ dùng đến những viên đá với nhiều màu sắc khác nhau giúp tạo thành hình dạng Thập tự Sắt dưới lòng sông.
Khi Thế chiến thứ hai kết thúc, nhiệm vụ huấn luyện tại Sân bay Lục quân Roswell chấm dứt vào ngày 1 tháng 11 năm 1945. Căn cứ này được chỉ định là cơ sở thường trực của bên Không quân Lục quân và quyền hạn của căn cứ được chuyển giao cho Đơn vị Căn cứ Không quân Lục quân 238, Không quân số Hai, Bộ Tư lệnh Không quân Lục địa.

### Chiến tranh Việt Nam
Năm 1967, Không quân thông báo rằng Căn cứ Không quân Walker sẽ bị đóng cửa. Đây là trong một đợt đóng cửa và củng cố căn cứ cấp tiểu bang khi Bộ Quốc phòng phải vật lộn nhằm thanh toán các chi phí cho Chiến tranh Việt Nam trong giới hạn ngân sách do Quốc hội ấn định. Căn cứ Không quân Walker chính thức đóng cửa vào ngày 30 tháng 6 năm 1967. 
Kể từ đó, khu căn cứ này được các cơ quan dân sự tái phát triển thành Trung tâm Hàng không Quốc tế Roswell. Một số lượng lớn máy bay không còn hoạt động được cất giữ trên đường đỗ và đường lăn/đường băng không sử dụng thì đem ra tân trang và bán lại cho các công ty hàng không khác. Ngoài ra, Công ty Boeing còn sử dụng RIAC để kiểm tra hiệu suất phanh của máy bay của mình, gần đây nhất là thử nghiệm phanh carbon BF Goodrich trên mẫu 737-900ER. Ngoài ra, thử nghiệm về hệ thống phanh cũng được thực hiện trên chiếc Boeing 787 Dreamliner mới tinh.
Đại học Đông New Mexico đã xây dựng một khuôn viên rộng lớn ở phía tây của căn cứ cũ, tuy vậy phần lớn khu vực này vẫn mang dáng vẻ của Căn cứ Không quân cũ. Nhiều tòa nhà trước đây thuộc về Không quân, bao gồm nhà chứa máy bay, trạm bảo dưỡng, doanh trại và tòa nhà văn phòng đều được tái sử dụng cho những lợi ích cá nhân. Khu nhà ở rộng lớn vẫn còn tồn tại, với các đơn vị nhà ở của chính phủ trước đây đều được giao lại cho tư nhân. Một số lượng lớn tòa nhà cũng bị dỡ bỏ dần để lại những khoảng đất trống rộng lớn với những con đường và các bãi đậu xe cũ. 

### Tên gọi cũ trước đây
- Trường Bay Lục quân Roswell, 1941–1942
- Sân bay Lục quân Roswell (RAAF), 1942–1947
- Căn cứ Không quân Roswell, 1947–1948
- Căn cứ Không quân Walker, 1948–1967

### Bộ Tư lệnh chính được chỉ định
- Trung tâm Huấn luyện Quân đoàn Không quân Bờ Tây, 1941–1943
- Bộ Tư lệnh Huấn luyện Bay miền Tây, 1943–1945
- Không quân thứ Hai, 1945–1946
- Bộ Tư lệnh Không quân Chiến lược, 1946–1967

### Đơn vị quân chính được phân công
| - Trường Bay Lục quân Roswell, 1941–1945 - Đơn vị Căn cứ AAF 3030, 1945 - Không đoàn Oanh tạc cơ 509, 1945–1958 - Không đoàn Oanh tạc cơ 468, 1946 - Không đoàn Chiến đấu cơ 33, 1947–1948 | - Không đoàn Oanh tạc cơ 6 (sau này là Hàng không Vũ trụ Chiến lược), 1951–1967 - Sư đoàn 47 Không quân, 1951–1958 - Phi đội Tiêm kích-Đánh chặn 58 (ADC), 1959–1960 - Sư đoàn 22 Không quân, 1963–1965 - Phi đội Tên lửa Chiến lược 579, 1961–1965 |

### Địa điểm phóng tên lửa SM-65F Atlas

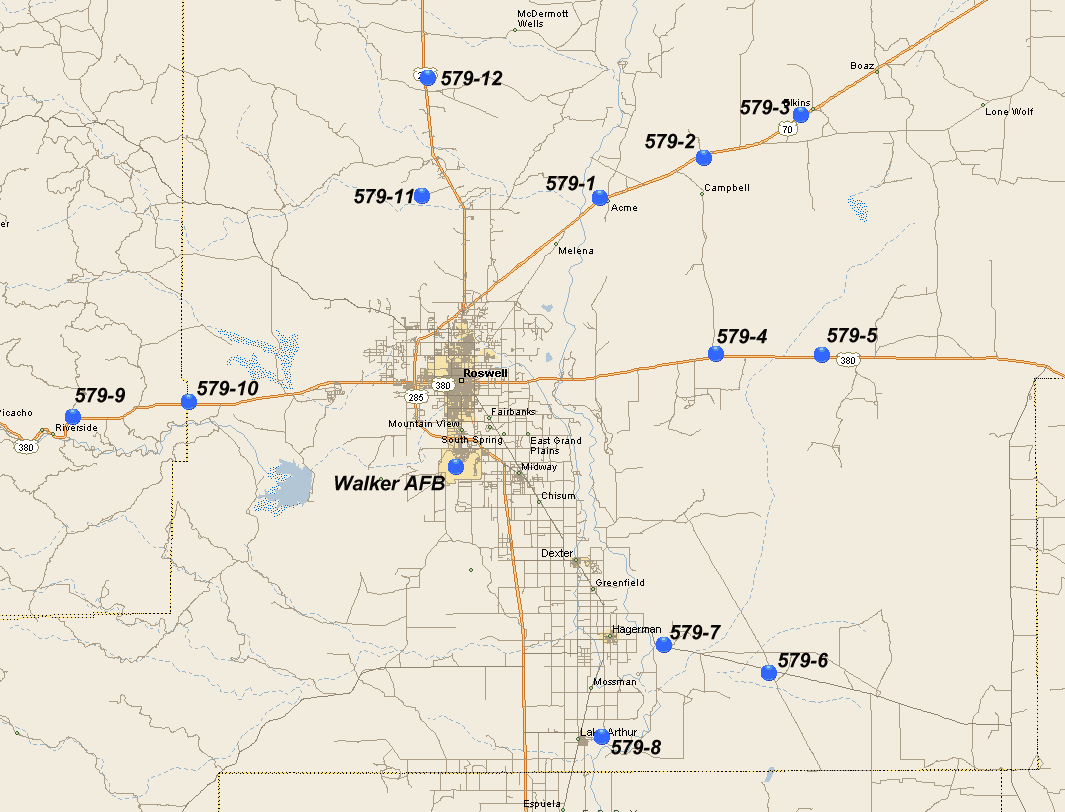
Địa điểm phóng tên lửa SM-65F Atlas

Phi đội Tên lửa Chiến lược 579 đã vận hành 12 điểm phóng tên lửa, mỗi điểm phóng một quả tên lửa.
- 579-1 (1962–1963)*, 0.8 mi NW ở Acme, NM 33°35′52″B 104°20′27″T / 33,59778°B 104,34083°T
- 579-2 (1962–1964)*, 8.1 mi ENE ở Acme, NM 33°38′27″B 104°12′10″T / 33,64083°B 104,20278°T
- 579-3, 16.1 mi ENE ở Acme, NM 33°41′17″B 104°04′29″T / 33,68806°B 104,07472°T
- 579-4, 12.7 mi ENE ở Rio Hondo, NM 33°25′31″B 104°11′17″T / 33,42528°B 104,18806°T
- 579-5 (1962–1964)*, 20.0 mi SE ở Acme, NM 33°25′24″B 104°02′54″T / 33,42333°B 104,04833°T
- 579-6, 12.4 mi ESE ở Hagerman, NM 33°04′24″B 104°07′12″T / 33,07333°B 104,12°T
- 579-7, 4.2 mi E ở Hagerman, NM 33°06′16″B 104°15′29″T / 33,10444°B 104,25806°T
- 579-8, 7.3 mi S ở Hagerman, NM 33°00′15″B 104°20′22″T / 33,00417°B 104,33944°T
- 579-9, 2.5 mi ENE ở Sunset, NM 33°21′17″B 105°02′7″T / 33,35472°B 105,03528°T
- 579-10, 11.2 mi E ở Sunset, NM 33°22′21″B 104°52′59″T / 33,3725°B 104,88306°T
- 579-11, 6.2 mi W ở Arroyo Macho del, NM 33°35′58″B 104°34′33″T / 33,59944°B 104,57583°T
- 579-12, 16.7 mi NW ở Acme, NM 33°43′47″B 104°34′5″T / 33,72972°B 104,56806°T

* Địa điểm tên lửa nổ bị hủy bỏ 